# Райз, Аркадий Борисович
Аркадий Борисович Райз (27 июля 1899, Балта, Подольская губерния — 23 февраля 1995, Алма-Ата) — советский учёный-медик, хирург; доктор медицинских наук (1943), профессор (1945).
Автор более 100 научных трудов, в том числе 4 монографий.

## Биография
Родился 27 июля 1899 года в уездном городе Балта Подольской губернии, ныне Одесской области Украины.
В 1926 году окончил Одесский медицинский институт (ныне Одесский национальный медицинский университет). Доктор медицинских наук с 1943 года.
В 1941—1951 годах — заведующий кафедрой общей хирургии Крымского медицинского института (ныне Медицинская академия имени С. И. Георгиевского), одновременно — заведующий хирургическим отделением и онкологическим диспансером областной больницы им. Н. А. Семашко.
В 1951—1976 годах — заведующий кафедрой хирургических болезней № 1 Казахского медицинского института (ныне Казахский национальный медицинский университет); в 1976—1987 годах — научный консультант этого же института.
Умер 23 февраля 1995 года в Алма-Ате.
Заслуженный деятель науки Казахской ССР (1961). Награждён орденом Отечественной войны 2-й степени и медалями.